# Вилем из Рожмберка
Вилем из Рожмберка, также Вильгельм фон Розенберг (чеш. Vilém z Rožmberka, нем. Wilhelm von Rosenberg, 10 марта 1535, замок Шутцендорф, Верхняя Австрия — 31 августа 1592, Прага) — средневековый чешский государственный деятель из аристократического рода Рожмберков, предпоследний владарж Рожмберкского дома (с 1551 года), высочайший бургграф Чешского королевства в 1570—1592 годах.

## Биография
Сын Йошта III из Рожмберка и его второй жены, Анны фон Роггендорф. С семилетнего возраста посещал протестантскую школу в Млада-Болеслав, с 1544 года учился в католической школе для дворянских детей в Пассау. В 1551 году, в шестнадцатилетнем возрасте, согласно эдикту императора Фердинанда I был объявлен совершеннолетним и вступил в права наследия над семейными владениями. Резиденцией Вилема стал Крумловский замок, который он перестроил в ренессансном стиле. В 1552—1554 годах прошли судебные тяжбы между ним и высочайшим канцлером королевства Генрихом V фон Плауэн, закончившиеся в пользу Вилема. В 1560 году назначен высочайшим коморником Чешского королевства, в 1566 — главнокомандующим чешскими войсками в войне против турок. 10 июня 1566 года Вилем собрал армию близ городка Зноймо, которая должна была освободить захваченный незадолго до этого Сигетвар, окружённый имперскими войсками. Чешские и австрийские войска соединились около Дьёра, однако штурмовать город не пришлось: турецкая армия, узнав о смерти султана Сулеймана I, оставила Сигетвар без боя и ушла на юг. 

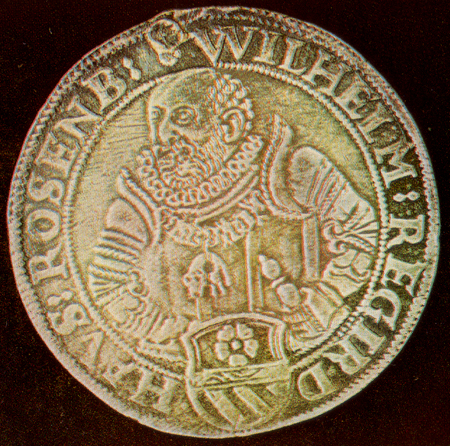
Талер, чеканенный Вилемом из Рожмберка (1587)

26 мая 1570 года Вилем стал высочайшим бургграфом Чешского королевства, являвшегося председателем сословного собрания (Чешского земского сейма) и верховного суда Чешского королевства. Вилем из Рожмберка многократно выполнял сложные дипломатические поручения, в 1572 году от имени императора Максимилиана II вёл переговоры о действиях Священной лиги против Османской империи. В 1574 году участвовал в переговорах об избрании эрцгерцога Эрнста Австрийского (1553–1595) королём Польши. Несмотря на неудачу этого предприятия, Вилем вызвал при польском дворе такую симпатию, что после бегства из Польши короля Генриха Французского всерьёз рассматривался вопрос о его избрании королём Речи Посполитой. Однако в связи с тем, что на польский престол претендовал также и чешский король, Вилем из соображений лояльности отказался от притязаний на польскую корону. В конце концов польским королём был избран князь Трансильвании Стефан Баторий. Вилем же за свои дипломатические миссии в Германии и Польше был награждён в 1585 году орденом Золотого Руна. После избрания польским королём Сигизмунда III Вазы эрцгерцог австрийский Максимилиан в 1587 году начал против него военные действия. В 1588 году его армия была разбита, а сам Максимилиан попал в плен. Вилем был направлен для разрешения конфликта, который был завершён после тайных переговоров с гетманом Яном Замойским в 1589 году мирным договором. 
Вилем из Рожмберка был также известен в своё время как крупный меценат, поощрявший развитие науки, литературы, архитектуры и музыки в Чехии. Наряду со своим братом Петром Воком из Рожмберка, материально поддерживал Карлов университет в Праге, в своих владениях открывал школы и библиотеки, собирал редкие книги и рукописи. Личная библиотека Вилема содержала около 11 тысяч томов и была крупнейшим частным собранием своего времени. Поддерживал учёных-алхимиков. В 1573 году расширил и перестроил согласно планам архитектора Ульрико Аосталли Рожмберкский дворец в пражских Градчанах. В 1583—1589 годах по указанию Вилема был возведён замок Кратохвиле, одно из красивейших ренессансных сооружений в Южной Чехии. В 1586—1588 годах в Чешском Крумлове был построен колледж, в котором преподавали иезуиты.

## Семья
Вилем Рожмберкский был четырежды женат, однако остался бездетным. Супругами его были:
- Катарина Брауншвейгская (* 1534; † 10 мая 1559). Свадьба состоялась 28 февраля 1557 года в Мюндене
- София Бранденбургская (* 14 декабря 1541; † 27 июня 1564), племянница короля Польши Сигизмунда I. Свадьба была 14 декабря 1561 года в Кёллне близ Берлина.
- Анна Мария Баденская (* 22 мая 1562; † 25 апреля 1583). Свадьба состоялась 27 января 1578 года. Невесте на тот момент было 15 лет.
- Поликсена из Пернштейна (* 1566; † 24 мая 1642). (Polyxena von Pernstein, * 1566; † 24. Mai 1642). Свадьба состоялась 11 января 1584 года.

После смерти Вилема ему наследовал его брат Петр Вок из Рожмберка. С его кончиной в 1611 году род Рожмберков пресекается по мужской линии.